# Airaphilus arcadius
Airaphilus arcadius is een keversoort uit de familie spitshalskevers (Silvanidae). De wetenschappelijke naam van de soort werd in 1884 gepubliceerd door Edmund Reitter.